# Nanosystems Initiative Munich
Die Nanosystems Initiative Munich (NIM) war ein Forschungs-Cluster im Bereich Nanowissenschaften, das 2006 im bundesweiten Wettbewerb der Exzellenzinitiative der  Deutschen Forschungsgemeinschaft (DFG) erfolgreich war. NIM wurde von 2006 bis 2019 aus den Mitteln dieser Initiative gefördert.
In dem Exzellenzcluster arbeiteten Wissenschaftler der Fachbereiche Physik, Biophysik, Physikalische Chemie, Biochemie, Pharmazie, Biologie, Elektrotechnik und Medizin im  Münchner Raum zusammen. 
Das übergeordnete Ziel der NIM-Forschung war die Entwicklung, Herstellung und Kontrolle unterschiedlicher künstlicher und multifunktionaler Nanosysteme mit dem Ziel, Anwendungen in der Informationstechnologie und medizinisch relevanten Technologien sowie eine Kombination beider Bereiche zu erschließen.
Zusätzlich zur Ludwig-Maximilians-Universität München als Sprecher-Universität waren in der Nanosystems Initiative Munich die Technische Universität München (TUM), die Universität Augsburg, das Walther-Meißner-Institut der Bayerischen Akademie der Wissenschaften (BAdW), die Max-Planck-Institute für Biochemie und für Quantenoptik sowie das Zentrum neue Technologien (ZNT) des Deutschen Museums eingebunden.
Der Cluster legte 2020 seinen Abschlussbericht für die zwei Förderperioden 2006 bis 2012 und 2012 bis 2019 vor. Schwerpunkte der Forschung in diesem Zeitraum waren einerseits Nanosysteme mit ausgeprägten Quanteneffekten wie einzelne Elektronen und Spins bei ultra-niedrigen Temperaturen, nanophotonische Systeme und praktische Strategien zur Realisierung von Quantencomputern und andererseits Nanosensorik, künstliche und natürliche molekulare Maschinen, nanoskopische Objekte in lebenden Zellen, sowie Nanosysteme zur Verabreichung von Medikamenten. In der zweiten Förderperiode kam noch  die Untersuchung von Nanosystemen zur Umwandlung von Energie, insbesondere von Licht in andere Formen von Energie, hinzu. Im Förderzeitraum wurden von Forschern des Clusters über 2500 Artikel in wissenschaftlichen Zeitschriften veröffentlicht, über 220 Doktorarbeiten abgeschlossen, unter zahlreichen Preisen und Auszeichnungen auch 40 ERC Grants erhalten und durch PIs des Clusters zwölf Spin-off-Unternehmen gegründet.